# Urakka
Urakka (Urakka, w transliteracji z pisma klinowego zapisywane URU ú-rak-ka) – asyryjskie miasto w północnej Mezopotamii, leżące w pobliżu Nasibiny (wsp. Nusaybin) i Nabulu (wsp. Girnavaz). Przez niektórych badaczy identyfikowane ze współczesnym Tell Amuda. Obok miasta Kurbail najważniejsze asyryjskie centrum kultowe pary boskiej Adada i Szali. 

## Dzieje
W 2 połowie IX w. p.n.e. jednym z asyryjskich gubernatorów Urakki był dostojnik dworski o imieniu Szar-patti-beli, który był eponimem (limmu) w 831 i 815 r. p.n.e. W inskrypcji na jego steli odnalezionej w Aszur nosi on tytuł „gubernatora Aszur, Nasibiny, Urakki, Kahat i Masaku”. Pod koniec panowania Salmanasara III (858-824 p.n.e.) Urakka wraz z wieloma innymi asyryjskimi miastami dołączyła do wielkiej rebelii zainicjowanej przez Aszur-da’’in-apla, syna króla, który podjął próbę przejęcia władzy w Asyrii. Rebelię tę udało się dopiero stłumić Szamszi-Adadowi V (823-811 p.n.e.), innemu synowi i następcy Salmanasara III.

## Lokalizacja
O tym, iż Urakka leżała w pobliżu Nasibiny, wiemy z fragmentarycznie zachowanego nadania ziemi, w którym najpierw wzmiankowana jest Nasibina, potem „królewska droga wiodąca z Urakki do rzeki [...]”, a następnie - po przerwie w tekście - gubernator Nasibiny. Z kolei w trakcie wykopalisk w Girnavaz (starożytne Nabulu), leżącym nieco na północ od Nusaybin (starożytna Nasibina) odnaleziono w 1986 roku dokument będący potwierdzeniem sprzedaży ziemi, w którym zawarta jest klauzula, iż osoba, która złamie tę umowę, będzie musiała zapłacić grzywnę bogu Adadowi z Urakki. W tego rodzaju klauzulach karnych miejscem płatności grzywny były zazwyczaj pobliskie sanktuaria, co wskazuje, że Urakka musiała leżeć w pobliżu Nabulu. 